# Poinsenot
Poinsenot település Franciaországban, Haute-Marne megyében. Lakosainak száma 55 fő (2022. január 1.). Poinsenot Grancey-le-Château-Neuvelle, Vals-des-Tilles, Poinson-lès-Grancey és Villars-Santenoge községekkel határos.

## Népesség
A település népességének változása:
| Lakosok száma | 56   | 56   | 42   | 48   | 47   | 46   | 52   | 55   | 56   | 55   |
|               | 1968 | 1982 | 1990 | 2006 | 2013 | 2015 | 2017 | 2019 | 2020 | 2022 |